# 嗜血法医
是一部美国Showtime电视公司於2006年播出的犯罪电视剧。
剧中男主角白天是警署的血跡鉴证官，夜晚则成为專殺其他连環杀手的連環殺手。该剧改编自傑夫·林賽2004年的《德克斯特》小说系列（即《德克斯特：夢魘殺魔》及其續集）。
2020年10月，宣布本劇將以十集的全新內容於2021年推出——《嗜血法医：杀魔新生》，主演麦克·C·霍尔與製作人Clyde Phillips都將回歸。

## 剧情
主角德克斯特·摩根（Dexter Morgan，米高·C·賀爾飾）幼時目睹母親被謀殺，造成永久性的心靈創傷，令到他長大後有殺人傾向。他當警察的養父哈利·摩根（Harry Morgan）發現後，決定訓練德克斯特只殺那些窮凶極惡的人，好為社會除害。哈利亦教曉德克斯特怎樣消滅證據，讓他不會被警方拘捕，而德克斯特最後則進入邁阿密大都會警局工作，成為他們的血跡噴濺分析師。
第一季中德克斯特过着平静的两面生活过，这个秘密只有他自己知道，而突然出现的冰柜车杀手貌似了解德克斯特的过去并不断向德克斯特传达信号。
第二季中摩根兄妹走出冰柜车杀手的阴霾，而德克斯特因为第三者莱拉而和丽塔闹翻；同时德克斯特藏尸点被发现FBI介入调查，而警局的同事多克斯觉得德克斯特肯定藏了什么秘密，而经受压力的德克斯特也在考虑要不要自首。
第三季中丽塔和德克斯特关系升级，德克斯特阴差阳错的认识一个朋友并让他知道了自己的秘密；然而米格尔未必能像德克斯特那样不乱杀无辜，就连德克斯特自己都做不到，德克斯特到底需要一个真心朋友还是独自一人呢。
第四季中德克斯特和丽塔成家，他们也有了孩子然而这样的生活让德克斯特很累；不过出现的三一杀手让德克斯特十分兴奋，因为他发现三一杀手也有家庭；德克斯特觉得自己应该和这个前辈学学，但是接触这种杀手是要付出代价的。
第五季中德克斯特为自己的行为付出沉重代价，德克斯特也再次失误让一个陌生的女性被害人发现自己的行为，德克斯特是杀人灭口还是违反自己唯一的哈利准则。
第六季中德克斯特开始步入正轨当一个好单亲父亲，然而孩子的入学让他开始考虑信仰的问题；这时迈阿密又出现连環杀手，这次的杀手既然是个有信仰的——末日杀手。
第七季中德克斯特和黛柏拉以及投毒杀人高手汉娜陷入复杂的三角关系，于此同时玛丽亚不断挖掘多克斯海湾屠夫一案的疑点，德克斯特再一次陷入暴露身份的危机中。
第八季中黛柏拉对自己做出的选择后悔不已，兄妹两的关系彻底改变；而一个神秘女人的出现迈阿密，她声称掌握于德克斯特过去有关的“第一手信息”。

## 演员表
| 角色名称        | 扮演者        | 季度 | 季度 | 季度 | 季度 | 季度 | 季度 | 季度 | 季度 |
| 角色名称        | 扮演者        | 1    | 2    | 3    | 4    | 5    | 6    | 7    | 8    |
| --------------- | ------------- | ---- | ---- | ---- | ---- | ---- | ---- | ---- | ---- |
| 德克斯特·摩根   | 米高·C·贺尔   |      |      |      |      |      |      |      |      |
| 黛柏拉·摩根     | 珍妮佛·卡本特 |      |      |      |      |      |      |      |      |
| 安吉尔·贝提斯塔 | 大衛·札亞斯   |      |      |      |      |      |      |      |      |
| 哈利·摩根       | 詹姆士·雷瑪   |      |      |      |      |      |      |      |      |
| 玛丽亚·拉格塔   | 蘿倫·維萊斯   |      |      |      |      |      |      |      |      |
| 文斯·马苏卡     | 李升熙        |      |      |      |      |      |      |      |      |
| 乔·奎因         | 德斯蒙·哈靈頓 |      |      |      |      |      |      |      |      |
| 詹姆斯·道克斯   | 艾瑞克·金     |      |      |      |      |      |      |      |      |
| 丽塔·班尼特     | Julie Benz    |      |      |      |      |      |      |      |      |

背景色含义:
  主要演员
  循环演员
  客串

### 現有主角
- 米高·C·賀爾 飾 德克斯特·摩根（Dexter Morgan）
- 珍妮佛·卡本特 飾 黛柏拉·摩根（Debra Morgan）
- 蘿倫·維萊斯 飾 瑪莉亞·拉格塔（María LaGuerta）
- 大衛·札亞斯 飾 安吉爾·貝提斯塔（Angel Batista）
- 詹姆斯·瑞瑪爾 飾 哈利·摩根（Harry Morgan）
- 李升熙 飾 文斯·馬蘇卡（Vincent Masuka）
- 德斯蒙德·哈林顿 飾 喬·奎因（Joey Quinn）
- 伊凡·史汉基 飾 汉娜·麦基 （Hannah McKay），德克斯特在第七季的女朋友,第八季去向未定

### 现有配角
- 克里斯蒂娜·罗宾逊 飾 爱斯特

### 過去角色
- 克里斯汀·卡瑪格 飾 Rudy Cooper / Brian Moser
- 德文·格拉耶 飾 少年時的德克斯特（Teenage Dexter）
- 艾瑞克·金 飾 Sergeant James Doakes
- 朱莉·本茲 飾 莉塔·貝內特，德克斯特的妻子
- 朱莉亞·斯蒂爾斯 飾 盧蒙·皮爾斯〔Lumen〕，德克斯特在第五季的女朋友
- 约翰·李·米勒 饰 乔丹·切斯

## 獎項

### 2006
- AFI奖 — TV Program of the Year - Official Selection
- 卫星奖 — Outstanding Actress in a Supporting Role in a Series - Julie Benz

### 提名

#### 2006
- 卫星奖 — Outstanding Actor in a Series, Drama - Michael C. Hall
- 卫星奖 — Outstanding Television Series, Drama

#### 2007
- 金球奖 — Best Performance by an Actor in a Television Series – Drama – Michael C. Hall
- SAG奖 - Male Actor in a Drama Series - Michael C. Hall